# 昂德洛昂蒙塔涅
昂德洛昂蒙塔涅（法語：Andelot-en-Montagne，法語發音：[ɑ̃dlo ɑ̃ mɔ̃taɲ]）是法国汝拉省的一个市镇，位于该省东部略偏北，属于隆斯勒索涅区。

## 地名
“昂德洛昂蒙塔涅”（Andelot-en-Montagne）一名在法语中意为“山上的昂德洛”。

## 地理
昂德洛昂蒙塔涅（46°51'10"N, 5°56'1"E）面积12.48 平方千米，位于法国勃艮第-弗朗什-孔泰大區汝拉省，该省份为法国东部内陆省份，北起上索恩省，西北接科多尔省，西临索恩-卢瓦尔省，南至安省，东与杜省和瑞士接壤。
与昂德洛昂蒙塔涅接壤的市镇（或旧市镇、城区）包括：叙普特、沙普瓦、勒米、蒙马尔隆、蓬代里、瓦朗普利耶尔、蒙塔尼地区韦尔、阿雷什。
昂德洛昂蒙塔涅的时区为UTC+01:00、UTC+02:00（夏令时）。

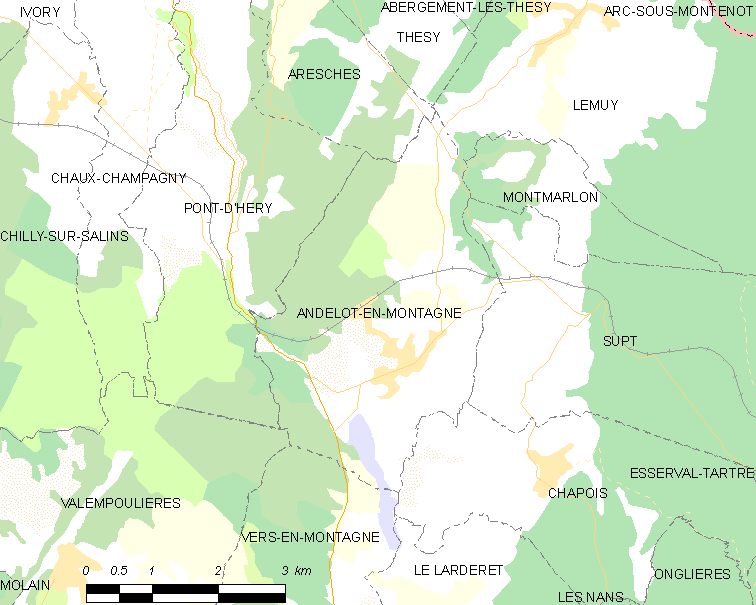
昂德洛昂蒙塔涅的OSM定位图

## 行政
昂德洛昂蒙塔涅的邮政编码为39110，INSEE市镇编码为39009。

## 政治
昂德洛昂蒙塔涅所属的省级选区为尚帕尼奥勒县。

## 人口

1962-2008年间昂德洛昂蒙塔涅人口变化图示

昂德洛昂蒙塔涅于2022年1月1日时的人口数量为573人。